# Oradour, Charente

Oradour este o comună în departamentul Charente, Franța. În 1 ianuarie 2022 avea o populație de 155 de locuitori.